# Vero Beach
Vero Beach ist eine Stadt und zudem der County Seat des Indian River County im US-Bundesstaat Florida mit 16.354 Einwohnern (Stand: 2020).

## Geographie
Vero Beach liegt am Atlantischen Ozean sowie am Indian River, der einen Teil des Intracoastal Waterway bildet. Port St. Lucie liegt etwa 40 km südlich und Orlando 160 km nordwestlich der Stadt. Vero Beach ist nach Sebastian die zweitgrößte Stadt des Countys bzw. der Metropolregion Sebastian–Vero Beach.

## Geschichte
1915 wurde ein menschlicher Schädel, der sogenannte Vero man aufgefunden, dessen Alter auf etwa 13.000 Jahre geschätzt wurde.
Die Stadt liegt an der Treasure Coast, einem Küstenabschnitt, der seinen Namen nach dem Untergang einer spanischen Silberflotte 1715 in einem Hurrikan erhielt.
1893 nahm die Florida East Coast Railway von Henry Flagler ihren Betrieb in der Region auf.
Die Gründung der Stadt Vero, später zu Vero Beach umbenannt, erfolgte 1919.
1961 verlegte der Flugzeughersteller Piper Aircraft seinen Hauptsitz nach Vero.

## Demographische Daten
Laut der Volkszählung 2010 verteilten sich die damaligen 15.220 Einwohner auf 10.258 Haushalte. Die Bevölkerungsdichte lag bei 530,3 Einw./km². 87,5 % der Bevölkerung bezeichneten sich als Weiße, 4,8 % als Afroamerikaner, 0,3 % als Indianer und 1,8 % als Asian Americans. 3,8 % gaben die Angehörigkeit zu einer anderen Ethnie und 1,8 % zu mehreren Ethnien an. 10,7 % der Bevölkerung bestand aus Hispanics oder Latinos.
Im Jahr 2010 lebten in 18,6 % aller Haushalte Kinder unter 18 Jahren sowie 42,4 % aller Haushalte Personen mit mindestens 65 Jahren. 52,6 % der Haushalte waren Familienhaushalte (bestehend aus verheirateten Paaren mit oder ohne Nachkommen bzw. einem Elternteil mit Nachkomme). Die durchschnittliche Größe eines Haushalts lag bei 2,01 Personen und die durchschnittliche Familiengröße bei 2,65 Personen.
17,5 % der Bevölkerung waren jünger als 20 Jahre, 19,2 % waren 20 bis 39 Jahre alt, 27,6 % waren 40 bis 59 Jahre alt und 35,9 % waren mindestens 60 Jahre alt. Das mittlere Alter betrug 51 Jahre. 48,7 % der Bevölkerung waren männlich und 51,3 % weiblich.
Das durchschnittliche Jahreseinkommen lag bei 40.950 $, dabei lebten 16,5 % der Bevölkerung unter der Armutsgrenze.
Im Jahr 2000 war englisch die Muttersprache von 92,25 % der Bevölkerung, spanisch sprachen 5,17 % und 2,58 % hatten eine andere Muttersprache.

## Sehenswürdigkeiten
Folgende Objekte sind im National Register of Historic Places gelistet:
| - Driftwood Inn and Restaurant - Judge Henry F. Gregory House - Hallstrom House - Theodore Hausmann Estate - Indian River County Courthouse - Maher Building - McKee Jungle Gardens - Old Palmetto Hotel - Old Vero Beach Community Building | - Osceola Park Historic Residential District - Pueblo Arcade - Royal Park Arcade - Vero Beach Diesel Power Plant - Vero Beach Woman’s Club - Vero Railroad Station - Vero Theatre - Treasure Hammock Ranch Farmstead |

## Sport
Im Januar 2014 war die Stadt Austragungsort der Vero Beach International Tennis Open 2014.

## Verkehr
Vero Beach wird vom U.S. Highway 1 (SR 5) sowie den Florida State Roads A1A und 60 durchquert. Zudem führt die Bahnstrecke der Florida East Coast Railway durch die Stadt. Eine Meile nordwestlich von Vero Beach liegt der Vero Beach Regional Airport, Sitz des Flugzeugherstellers Piper Aircraft.

## Kriminalität
Die Kriminalitätsrate lag im Jahr 2010 mit 247 Punkten (US-Durchschnitt: 266 Punkte) im durchschnittlichen Bereich. Es gab vier Vergewaltigungen, 22 Raubüberfälle, 46 Körperverletzungen, 179 Einbrüche, 425 Diebstähle, 24 Autodiebstähle und eine Brandstiftung.

## Söhne und Töchter der Stadt
- Walter Buckingham (1924–1967), Ökonom und Hochschullehrer
- Alison Mosshart (* 1978), Rocksängerin
- Jake Owen (* 1981), Countrysänger
- Parvati Shallow (* 1982), Boxerin
- Vanessa Loibl (* 1992), deutsche Theater-, Film- und Fernsehschauspielerin und Sprecherin